# بوژور ماتیجیچ
بوژور ماتیجیچ (انگلیسی: Božur Matejić؛ زادهٔ ۲۰ دسامبر ۱۹۶۳) بازیکن سابق فوتبال اهل صربستان است.